# راتب سكر
راتب سكر  (ولد 1953 م) شاعر ومترجم وأكاديمي سوري. من مدينة حماة، له العديد من الدواوين الشعرية وحاز الجائزة الثالثة في مسابقة اتحاد الكتَّاب العرب للشعراء، وتُرجمت قصائده إلى الأذربيجانية.

## سيرته
ولد راتب تامر سكر في العام 1953 في حماة السورية. حصل على الثانوية العامة - الفرع العلمي 1973، والفرع الأدبي 1974، وعلى إجازة في الآداب من قسم الدراسات الفلسفية والاجتماعية - جامعة دمشق 1979، ومن قسم اللغة العربية وآدابها من الجامعة اللبنانية 1979، وعلى دكتوراه في الآداب من معهد الاستشراق من موسكو 1991.

## نشاطه
اهتم الدكتور راتب سكر بالترجمة، حيث ترجم عن اللغتين الفرنسية والروسية لمجموعة من الشعراء الفرنسيين ومنهم: جاك بريفر. عمل مدرسًا للغة الفرنسية في ثانويات حماة، ومدرسًا اللغة العربية في ثانويات حماة، ومعيدًا في جامعة البعث 1985، ومعيدًا موفدًا لتحضير الدكتوراه في روسيا 1986- 1991.
كذلك عمل مراسلا لصحيفة البعث في حماة حتى العام 1986, ومراسلا للأسبوع الأدبي في موسكو حتى أواخر 1991.
لسكر مشاركات ونشاطات فنية وثقافية وشعرية وأدبية، ونشر كتاباته في الصحف والمجلات المحلية والعربية، بالإضافة لعمله عضو الهيئة التدريسية لقسم اللغة العربية في العديد من الجامعات السورية بالإضافة إلى استلام العديد من المناصب فيها.

### المناصب
- عضو هيئة التدريس في جامعة البعث 1991- 2010
- عضو هيئة التدريس في جامعة حماة 2010- 2021
- أستاذ منتدب في جامعة دمشق 2012- 2018
- رئيس قسم اللغة العربية في جامعة صنعاء - اليمن 1997- 2001
- رئيس قسم اللغة العربية في جامعات البعث وحماة ودمشق دورات عدة بين عامي 2001- 2018.
- نائب عميد كلية الآداب في جامعة البعث 2003-2006
- مهمة بحث علمي في جامعة القاهرة 2006
- عميد كلية الآداب في جامعة حماة 2009- 2011
- عضو المكتب التنفيذي في اتحاد الكتاب العرب 2010-2015.
- رئيس تحرير مجلة التراث العربي في دمشق 2010-2013.
- عضو مجلس اتحاد الكتاب العرب في دمشق 2015-2021
- رئيس قسم اللغة العربية في فرع جامعة دمشق في السويداء 2017-2018
- عضو مجلس قسم اللغة العربية في كلية الآداب بجامعة حماة 2021- 2022
- رئيس اللجنة الثقافية في كلية الآداب بجامعة حماة 2021- 2022
- عضو اتحاد الكتّاب العرب منذ عام 1994
- انتخاب مقرراً لجمعية شعر عام 2009
- عضو اللجنة التنظيمية لمهرجان أسامة بن منقذ في حماة.[4][6]

## أعماله

#### في الشعر
- وجهك وضاح ثغرك باسم، مؤسسة شام للدراسات والنشر، دمشق 1984
- أبي ينحت الحجر، اتحاد الكتاب العرب، دمشق 1994
- في حضرة العاصي، اتحاد الكتاب العرب، دمشق 1996[7]

#### في القصة
- تقارير كاذبة، وزارة الثقافة، الهيئة العامة السورية للكتاب 2018

#### في الترجمة
- حدود العصور حدود الثقافات، دراسة مقارنة في الأدب المغربي المكتوب بالفرنسية للمستشرقة س.ف. براجوكينا، ترجمة بالمشاركة، اتحاد الكتاب العرب، دمشق 1995[8][9]

## جوائزه
- حصل على الجائزة الثالثة في مسابقة اتحاد الكتاب العرب للشعراء الشباب 1983.[5]

## وصلة خارجية
- صفحته في موقع اتحاد الكتاب العرب - دمشق نسخة محفوظة 30 يوليو 2014 على موقع واي باك مشين.